# Edgard
Edgard és una població dels Estats Units a l'estat de Louisiana. Segons el cens del 2000 tenia 2.637 habitants.

## Demografia
Segons el cens del 2000, Edgard tenia 2.637 habitants. La densitat de població era de 65,5 habitants/km².
Per edats la població es repartia de la següent manera: un 29,4% tenia menys de 18 anys, un 9,7% entre 18 i 24, un 26% entre 25 i 44, un 23,4% de 45 a 60 i un 11,6% 65 anys o més.
L'edat mediana era de 35 anys. Per cada 100 dones de 18 o més anys hi havia 83,8 homes.
La renda mediana per habitatge era de 24.865 $ i la renda mediana per família de 29.706 $. Els homes tenien una renda mediana de 31.029 $ mentre que les dones 22.688 $. La renda per capita de la població era de 10.635 $. Entorn del 25,9% de les famílies i el 29,5% de la població estaven per davall del llindar de pobresa.

## Poblacions més properes
El següent diagrama mostra les poblacions més properes.